# Незіхе Араз
Незіхе Араз (11 травня 1920, Конья, Туреччина — 25 липня 2009, Стамбул, Туреччина) — турецька журналістка і письменниця.

## Життєпис
Незіхе Араз народилася 11 травня 1920 року в Коньї. Її батько Рифат Араз був директором відділення банку «Зіраат» у Коньї. Пізніше його обрано членом парламенту. Мати Незіхе звали Мюзейє, вона була другою дружиною Рифата. Незіхе Араз закінчила ліцей для дівчаток в Анкарі, потім Анкарський університет.
Під час навчання в університеті значний вплив на Араз справили лекції Музафера Башоглу і Бехідже Боран. Незіхе Араз навіть працювала у видаваному Боран і Башоглу журналі «Adımlar», який підтримував Комуністичну партію Туреччини.
Після закінчення університету Араз працювала асистенткою Боран. Після звільнення останньої з університету 1948 року Незіхе Араз повернулася до Стамбула. Сім'я Араз була релігійною, її батько був членом релігійної групи суфійського проповідника Кенана Ріфая, тому батьки Незіхе побоювалися, що вона зазнає в Анкарі впливу лівих ідей. Поступово Незіхе Араз також стала послідовницею Ріфая. 1950 року вона опублікувала свою першу книгу «Мій світ» (тур. Benim Dünyam). 1951 року, після смерті, Ріфая Араз опублікувала книгу «Кенан Ріфай і іслам у світі XX-го століття» (тур. Ken’an Rifai ve Yirminci Asrın Işığında Müslümanlık), написану в співавторстві з Саміха Айверді, Сафіє Ерол і Софі Хурі.
Від 1952 року Незіхе Араз працювала в журналі «Resimli Hayat», видаваного Шевкетом Радо. Потім працювала в журналі «Hayat» тієї ж компанії. 1953 року вона опублікувала «Fatih'in Deruni Tarihi», в якій описано біографію Мехмеда II в рамках релігійного підходу. 1956 року Араз почала працювати в газеті «Havadis». У матеріалі, який вона підготувала після відрядження в Мекку, була світлина араба, який справляє нужду на стіну. Ця світлина викликало обурення короля Іраку Фейсала II і Араз звільнили з газети.
У 1957—1963 роках Араз працювала в газеті «Yeni Sabah». 1959 року вона опублікувала книгу «Святі Анатолії» (тур. Anadolu Evliyaları), в якій описано біографії 50 святих. Ця книга мала величезний комерційний успіх і стала бестселером. У 1950-1960-х роках Незіхе Араз опублікувала ще низку книг, також вона вела колонки у виданнях «Yeni Istanbul», «Milliyet» і «Güneş».
Від 1973 року Араз писала п'єси. 1987 року вона написала п'єсу «Afife Jale» про життя першої турецької театральної актриси Афіфе Жале, ця п'єса здобула нагороду «Краща п'єса», присуджувану міністерством культури Туреччини.
Померла 25 липня 2009 року.

## Нагороди
2003 року Незіхе Араз за її журналістську діяльність присуджено премію Бурхана Фелека.

## Пам'ять
2012 року про життя Незіхе Араз знято документальний фільм.